# Shimoda
Shimoda (japanisch 下田市, -shi) ist eine Stadt und ein Seehafen in der Präfektur Shizuoka in Japan. Shimoda ist auch für seine gelben Narzissen bekannt.

## Geographie
Shimoda liegt südlich der Städte Itō und Atami auf der Izu-Halbinsel.

## Geschichte
Funde aus der Jōmon-Zeit belegen, dass Shimoda bereits zu prähistorischen Zeiten besiedelt wurde.
Während der Sengoku-Periode wurde Shimoda von der Adelsfamilie Hōjō kontrolliert. Unter dem Tokugawa-Shogunat galt Shimoda als Tenryō-Territorium, das direkt vom Shogun verwaltet wurde. Zur Zeit der Edo-Periode entwickelte sich Shimodas Hafen zu einem wichtigen Anlaufpunkt für Küstenschiffe zwischen Osaka und Edo.
Am 31. März 1854 zwang Commodore Matthew Perry, auf Grundlage des Vertrag von Kanagawa, die Öffnung des Hafens von Shimoda und Hakodate. Die forcierte Öffnung markiert den Beginn der Handelsbeziehungen zwischen Japan und den Vereinigten Staaten. Durch diese Öffnung endete die 200 Jahre währende Isolationspolitik Japans. Darüber hinaus gewährte der Vertrag den Amerikanern ein ständiges Konsulat in Japan. Das erste Konsulat wurde in Shimoda, im Tempel Gyokusen-ji, unter Leitung des Konsuls Townsend Harris eröffnet.
Am 7. Februar 1855 wurde im Tempel Chōraku-ji der Vertrag von Shimoda unterzeichnet. Der Vertrag erklärt erstmals die diplomatischen Beziehungen zwischen Japan und dem kaiserlichen Russland und regelte Handels-, Schifffahrts- und Grenzbeziehungen.
Im Juni 1859, im Zuge der Öffnung des Hafens von Yokohama, wurde der Hafen von Shimoda geschlossen. Gleichzeitig wurde das amerikanische Konsulat nach Edo, in den Tempel Zenpuku-ji verlegt.
Nach der Meiji-Restauration kam Shimoda 1868 unter die Kontrolle der kurzlebigen Kikuma-Domäne und der gleichermaßen kurzweiligen Ashigara-Präfektur aus dem Jahre 1871. Die Ashigara-Präfektur wurde 1876 zwischen den Präfekturen Kanagawa und Shizuoka aufgeteilt. In der Katasterreform von 1889 wurde Shimoda offiziell in den Bezirk Kamo eingegliedert.
Beim Eisenbahnunfall von Shimoda 1916 starben 20 Menschen.
Während der späten Phase des Zweiten Weltkriegs war Shimoda im Jahre 1945 das Ziel von Bombardierungen durch US-Streitkräfte.

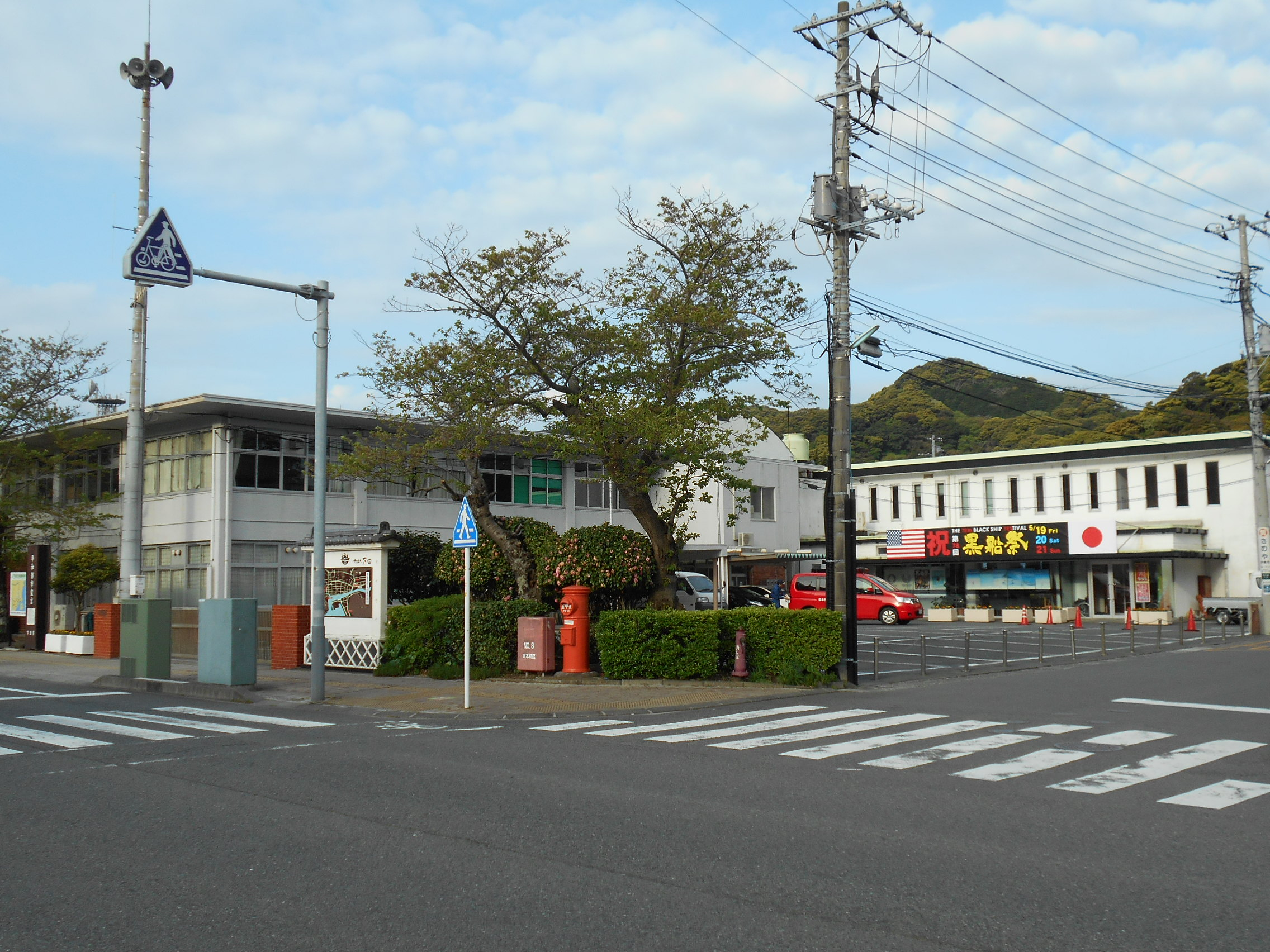
Shimoda City Hall Higashihongo Government Building (ehemaliges Hauptregierungsgebäude)

Die heutige Stadt Shimoda (jap. Shimoda-shi) entstand im März 1955 durch die Zusammenlegung der Dörfer von Shimoda-cho, Hamasaki-mura, Shirahama-mura, Shusuzawa-mura und Asahi-mura.
Shimoda hat einen Fischereihafen und einen Fischverarbeitungsindustrie. Dazu kommt noch Seeohren- und Seebrassen-Zucht. Zu den Attraktionen gehören die Tempel Ryōsen-ji und Gyokusen-ji (玉泉寺), die Heißen Quellen von Shimoda sowie das jährliche „Black Ship Festival“ (黒船祭, Kurofune-sai), das jährlich am 3. Wochenende im Mai stattfindet.

## Verkehr
Shimoda ist über die Nationalstraßen 135, 136 und 414 erreichbar. Der Bahnhof Izukyū-Shimoda ist die Endstation der Izu-Kyūkō-Linie nach Itō. Die Shimoda-Seilbahn führt auf den Aussichtsberg Nesugatayama.

## Städte- oder Blumenpartnerschaft
- Städtepartnerschaft:
  -  Newport, USA
- Blumenpartnerschaft:
  - Nagai, Präfektur Yamagata

## Söhne und Töchter der Stadt
- Shimooka Renjō (1823–1914), Fotograf
- Nakamura Gakuryō (1890–1969), Maler
- Ōkubo Fukuko (1919–2000), Kunsthandwerkerin
- Kunimitsu Inaba (* 1934), Jazzmusiker
- Harumi Kurihara (* 1947), Fernsehköchin

## Sonstiges
- Das Buch Die Judith von Shimoda von Bertolt Brecht erzählt die Geschichte der Sängerin und Geisha Okichi Saito. Die Handlung orientiert sich an einer der populärsten Erzählungen aus der jüngeren Geschichte Japans. Der werkgeschichtliche Kontext spielt in der Hafenstadt Shimoda, betrachtet die erzwungene Öffnung Japans und zeigt am Beispiel Okichis ein tragisches Heldenschicksal, in dem sie sich für ihre Heimatstadt Shimoda opfert.

- Der Mikomotoshima-Leuchtturm wurde 1870 vom britischen Ingenieur Richard Henry Brunton fertiggestellt. Es ist derzeit der älteste funktionierende Leuchtturm in Japan und ein nationales Denkmal.

- Am Gyokusen-ji finden sich noch heute die Gräber der amerikanischen Seeleute, die während ihres Dienstes in der schwarzen Flotte verstarben.

- Am 12. August 1958 stürzte eine All Nippon Airways Douglas DC-3 (Kennung JA5045) auf dem Weg von Haneda nach Nagoya vor der Küste von Shimoda ab. Bei dem Unglück starben 33 Menschen.[12]